# Francisco Garza Gutiérrez
Francisco Garza Gutiérrez (ur. 14 marca 1904, zm. 30 października 1965) – meksykański piłkarz, reprezentant kraju, grający na pozycji obrońcy.

## Kariera piłkarska
Gutiérrez podczas kariery piłkarskiej reprezentował barwy Club América.
W 1930 został powołany przez trenera Juana Luque de Serrallongę na Mistrzostwa Świata. Zagrał tam w spotkaniu z Argentyną, przegranym 3:6. Był to jedyny udokumentowany występ Gutiérreza w drużynie narodowej. 
| Mecze i gole w reprezentacji | Mecze i gole w reprezentacji | Mecze i gole w reprezentacji | Mecze i gole w reprezentacji | Mecze i gole w reprezentacji | Mecze i gole w reprezentacji | Mecze i gole w reprezentacji |
| #                            | Data                         | Miasto                       | Przeciwnik                   | Gol                          | Wynik                        | Rozgrywki                    |
| ---------------------------- | ---------------------------- | ---------------------------- | ---------------------------- | ---------------------------- | ---------------------------- | ---------------------------- |
| 1.                           | 19.07.1930                   | Montevideo                   | Argentyna                    |                              | 3:6                          | MŚ 1930                      |